# Онлези
Онлези (фр. Anlezy) насеље је и општина у источном делу централне Француске у региону Бургоња, у департману Нијевр која припада префектури Невер.
По подацима из 2011. године у општини је живело 282 становника, а густина насељености је износила 13,35 становника/km². Општина се простире на површини од 21,13 km². Налази се на средњој надморској висини од 221 метар (максималној 305 m, а минималној 208 m).

## Демографија
| 1962. | 1968. | 1975. | 1982. | 1990. | 1999. | 2011. |
| ----- | ----- | ----- | ----- | ----- | ----- | ----- |
| 400   | 438   | 367   | 330   | 335   | 310   | 282   |

График промене броја становника у току последњих година